# Kai Hundertmarck
Kai Hundertmarck (Kelsterbach, 25 april 1969) is een voormalig Duits wielrenner. Hij was beroepsrenner van 1991 tot en met 2003. 

## Biografie
Hundertmarck reed als knecht achtereenvolgens voor Histor, PDM, Motorola en Team Deutsche Telekom. Het grootste gedeelte van zijn carrière (1995–2003) spendeerde hij bij die laatste Duitse ploeg, werkend voor kopmannen als Bjarne Riis, Jan Ullrich en Erik Zabel. Zijn grootste overwinning is de Rund um den Henninger-Turm in het seizoen 2000. Na zijn wielercarrière werd hij actief als triatleet en mountainbiker. Hij nam deel aan verschillende Ironmans. Zijn beste prestatie is een vierde plaats bij de Ironman Austria met een tijd van 8:27.35.

## Palmares

### wielrennen (overwinningen)
1990
- 1e Eindklassement Ronde van Rijnland-Palts

2000
- 1e Rund um den Henninger-Turm

2001
- 5e etappe Tour Down Under

2003
- 3e etappe Hessen Rundfahrt
- Ronde van Neurenberg

### triatlon
- 2004: 16e Ironman Hawaï - 9:19.38
- 2005: 19e Ironman Western Australia - 9:16.10
- 2006: DNF Ironman Canada
- 2007: 51e Ironman New Zealand
- 2007: 4e Ironman Austria - 8:27.35
- 2007: 28e Ironman 70.3 Monaco - 4:38.10
- 2007: 23e Ironman Hawaï - 8:53.03
- 2008: 39e Ironman 70.3 Austria - 4:18.27

## Resultaten in voornaamste wedstrijden
| Jaar | Ronde van Italië | Ronde van Frankrijk | Ronde van Spanje |
| ---- | ---------------- | ------------------- | ---------------- |
| 1991 |                  |                     |                  |
| 1992 |                  |                     |                  |
| 1993 | 48e              |                     |                  |
| 1994 |                  |                     |                  |
| 1995 | 74e              |                     | 89e              |
| 1996 |                  |                     | 23e              |
| 1997 |                  |                     |                  |
| 1998 |                  |                     | 81e              |
| 1999 |                  | 110e                |                  |
| 2000 |                  |                     | 61e              |
| 2001 | 98e              |                     | 94e              |
| 2002 | 93e              |                     |                  |
| 2003 |                  |                     |                  |

| Jaar | Milaan-San Remo | Gent-Wevelgem | Ronde van Vlaanderen | Parijs-Roubaix | Amstel Gold Race | Luik-Bast.‑Luik | Parijs-Tours | Rund um den Henninger-Turm | Omloop Het Volk |  | WK op de weg |
| ---- | --------------- | ------------- | -------------------- | -------------- | ---------------- | --------------- | ------------ | -------------------------- | --------------- |  | ------------ |
| 1991 |                 |               |                      |                |                  | 91e             |              |                            |                 |  | 5e           |
| 1992 |                 |               | 64e                  |                | 67e              |                 |              | 25e                        |                 |  | 48e          |
| 1993 |                 |               |                      |                | 62e              |                 | 117e         | 10e                        | 8e              |  |              |
| 1994 | 5e              |               | 71e                  | 33e            |                  |                 |              |                            |                 |  |              |
| 1995 | 138e            | 59e           | 29e                  | 70e            |                  |                 | 87e          |                            |                 |  |              |
| 1996 |                 | 60e           | 82e                  |                |                  |                 |              | 25e                        |                 |  | 19e          |
| 1997 | 27e             |               | 84e                  | 73e            |                  |                 | 118e         | 45e                        | 28e             |  | 26e          |
| 1998 |                 |               |                      |                |                  |                 |              |                            |                 |  |              |
| 1999 |                 | 112e          |                      |                |                  |                 |              |                            |                 |  |              |
| 2000 | 114e            |               | 63e                  | 36e            |                  |                 | 83e          | Goud                       | 12e             |  |              |
| 2001 | 132e            |               |                      |                |                  |                 | 143e         |                            |                 |  |              |
| 2002 |                 | 66e           | 95e                  |                |                  |                 |              | 55e                        |                 |  |              |
| 2003 |                 |               |                      | 40e            |                  |                 |              |                            | 54e             |  |              |

Wielerploegen van Kai Hundertmarck
Ampler ·  
Colyn · 
De Wael ·
Dewailly ·
De Wilde ·  
Frison ·   
Holm ·
Hundertmarck ·
Huygens ·
Kappes ·
Lehnert · 
Lilholt ·
Peeters · 
Sels · 
Speaks · 
Stumpf · 
Thevenin ·
Van Itterbeeck · 
Verstrepen ·
Virvaleix · 
Evenepoel (stagiair)
Alcalá ·
Boden · 
Breukink ·
Cordes ·
den Bakker ·
Dürst ·
Earley ·
Hendriks (tot 31/03) ·
Hundertmarck ·
Jakobs ·
Koerts ·
Kummer ·
Maier ·
Nelissen ·
Raab ·
Talen · 
van Aert ·
van den Akker ·
Van Petegem ·
van Poppel ·

Verhoeven ·
Vos
Alvis · Anderson · Andreu · Armstrong  · Bauer · Bay · Bishop · Dernies · Hampsten · Hundertmarck · Larsen · Manin · Mejía · Moens · Schur · Sciandri · Stenersen · Yates
Alcalá · Alvis · Anderson · Andreu · Armstrong  · Bauer · Dernies · Fraser · Hampsten · Hincapie · Hundertmarck · Larsen · Mejía · Ozers · Rampollo · Schur · Smith · Stenersen · Swart · Yates · Moerenhout (stagiair) · van Heeswijk (stagiair)
Aldag ·
Audehm ·
Bölts ·
Dietz ·
Gröne ·
Henn ·
Heppner ·
Holm ·
Hundertmarck ·
Kummer ·
Lafis · 
Ludwig ·
Poelnikov ·
Raab ·
Trumheller ·
Ullrich ·
Werner ·
Wesemann ·
Zabel
Aldag ·
Andersson (tot 31/10) ·
Audehm ·
Bölts ·
Dietz ·
Henn ·
Heppner ·
Holm ·
Hundertmarck ·
Kummer ·
Lafis · 
Ludwig ·
Meinert-Nielsen ·
Riis ·
Ullrich ·
Werner ·
Wesemann ·
Zabel ·
Kyneb (stagiair)
Aldag ·
Bölts ·
Corvers ·
Dietz ·
Henn ·
Heppner ·
Holm ·
Hundertmarck ·
Kummer ·
Lafis · 
Lombardi ·
Ludwig (tot 15/02) ·
Riis ·
Schaffrath ·
Totschnig ·
Ullrich ·
Wesemann ·
Zabel
Aldag ·
Baldinger ·
Blaudzun ·
Bölts ·
Dietz ·
Frattini ·
Henn ·
Heppner ·
Hundertmarck ·
Klöden ·
Lombardi ·
Müller ·
Riis ·
Schaffrath ·
Totschnig ·
Ullrich ·
Wesemann ·
Zabel
Aldag ·
Baldinger ·
Bölts ·
Elli ·
Frattini ·
Grabsch ·
Guerini ·
Henn ·
Heppner ·
Hondo ·
Hundertmarck ·
Jaksche ·
Klöden ·
Lombardi ·
Riis ·
Schaffrath ·
Totschnig ·
Ullrich   ·
Wesemann ·
Zabel
Aldag ·
Bölts ·
Elli ·
Fagnini ·
Grabsch ·
Guerini ·
Heppner ·
Hondo ·
Hundertmarck ·
Jaksche ·
Kessler ·
Klöden ·
Lombardi ·
Mizoerov ·
Schaffrath ·
Schreck ·
Totschnig ·
Trampusch ·
Ullrich    ·
Vinokoerov ·
Wesemann ·
Zabel
Aldag ·
Bartko ·
Bölts ·
Elli ·
Fagnini ·
Grabsch ·
Guerini ·
Heppner ·
Hiekmann ·
Hondo ·
Hundertmarck ·
Kessler ·
Klier ·
Klöden ·
Livingston ·
Lombardi ·
Mizoerov ·
Schaffrath ·
Schreck ·
Sgambelluri ·
Trampusch ·
Ullrich    ·
Vinokoerov ·
Wesemann ·
Zabel
Aldag ·
Bartko ·
Bölts ·
Fagnini ·
Grabsch ·
Guerini ·
Heppner ·
Hiekmann ·
Hondo ·
Hundertmarck ·
Jakovlev ·
Julich ·
Kessler ·
Klier ·
Klöden ·
Kopp ·
Livingston ·
Reichl ·
Schaffrath ·
Schreck ·
Schumacher ·
Ullrich    ·
Vinokoerov ·
Wesemann ·
Zabel
Aerts ·
Aldag ·
Botero   ·
Evans ·
Fagnini ·
Guerini ·
Hiekmann ·
Hondo ·
Hundertmarck ·
Jakovlev ·
Julich ·
Kessler ·
Klier ·
Klöden ·
Kopp ·
Nardello ·
Reichl ·
Savoldelli ·
Schaffrath ·
Schreck ·
Schumacher ·
Vinokoerov ·
Werner ·
Wesemann ·
Zabel